# Копейкин, Александр Николаевич
Александр Николаевич Копейкин (10 ноября 1982, Москва, СССР) — российский футзалист, защитник, экс-игрок «Газпрома-Югры» и сборной России.

## Биография
Воспитанник динамовской футбольной школы. Футзалом начал заниматься в 1999 году. В 2000 году дебютировал в чемпионате России за ЦСКА. В 2005 году перешёл в «ТТГ-Яву», где стал капитаном, чемпионом и дважды обладателем кубка страны. Сыграл 7 матчей за сборную России. В 2019 году начал карьеру в футзале АМФ.
После окончания карьеры стал тренером дубля «Газпрома-Югры», в 2019 стал главный тренером дубля.